# Brooks Orpik
Richard Brooks Orpik, född 26 september 1980 i San Francisco, Kalifornien, är en amerikansk före detta professionell ishockeyspelare. 
Han spelade under sin karriär i 1 035 NHL-matcher för Washington Capitals och Pittsburgh Penguins och spelade även på lägre nivåer för Wilkes-Barre/Scranton Penguins i AHL och Boston College Eagles i NCAA.
Orpik vann Stanley Cup två gånger, med Penguins 2009 och med Capitals 2018.

## Spelarkarriär

### NHL

#### Pittsburgh Penguins
Orpik draftades år 2000 i första rundan som 18:e spelare totalt av Pittsburgh Penguins med vilka han också vann Stanley Cup med säsongen 2008–09. 

#### Washington Capitals
Han vann även med Washington Capitals säsongen 2017–18.
Den 23 juni 2018 blev han tradad tillsammans med Philipp Grubauer till Colorado Avalanche i utbyte mot ett draftval i andra rundan 2018 (Koby Clark som 47:e spelare totalt).
Avalanche valde dock att köpa ut Orpiks kontrakt och den 24 juli 2018 skrev han på ett ettårskontrakt värt 1 miljon dollar för att återvända till Washington Capitals.
Han meddelade att han avslutar sin karriär den 25 juni 2019.